# Đỗ Tuệ Độ
Đỗ Tuệ Độ (chữ Hán: 杜慧度, 374 – 423) là quan viên nhà Đông Tấn và nhà Lưu Tống trong lịch sử Trung Quốc. Ông là người cai trị Giao Châu vắt qua 2 triều đại này.

## Xuất thân
Tuệ Độ có sanh quán ở huyện Chu Diên, quận Giao Chỉ . Nhà họ Đỗ tự nhận là 1 nhánh của sĩ tộc họ Đỗ vào các đời Hán – Ngụy – Tấn, nên các sử liệu đều chép nguyên quán của Tuệ Độ là Kinh Triệu . Ông cụ là Đỗ Nguyên, được làm đến Ninh Phố  thái thú nhà Tây Tấn , dời nhà đến Giao Chỉ.  
Tuệ Độ là con trai thứ 5 của Giao Châu thứ sử Đỗ Viện nhà Đông Tấn.  

## Sự nghiệp
Ban đầu Tuệ Độ làm Chủ bộ ở châu, rồi làm Lưu dân đốc hộ, được thăng làm Cửu Chân thái thú. Viện mất (410), quan viên ở châu cho rằng Giao Châu liền kề Lâm Ấp, không nên thiếu người phụ trách, cùng nhau đưa Tuệ Độ lên làm Hành châu phủ sự; ông từ chối không được. Năm Nghĩa Hi thứ 7 (411), triều đình cho Tuệ Độ trừ làm Sứ trì tiết, Đốc Giao Châu chư quân sự, Quảng vũ tướng quân, Giao Châu thứ sử.   
Chiếu thư chưa đến, mùa xuân năm ấy, nghĩa quân Lư Tuần tập kích, phá được Hợp Phố, nhằm hướng Giao Châu. Tuệ Độ bèn soái văn võ 6000 người chống lại nghĩa quân ở Thạch Kỳ. Đôi bên giao chiến, quân Giao Châu bắt được trưởng sử của Tuần là Tôn Kiến Chi. Tuần dẫu thua trận, tàn dư còn 3000 người, đều rành rẽ việc binh. Con cháu của cựu Cửu Chân thái thú Lý Tốn là bọn Lý Dịch, Lý Di, Lý Thoát chạy đến Thạch Kỳ, liên kết các tộc Lý, Lão, đều có bộ khúc, Tuần biết bọn Dịch cùng họ Đỗ có oán (xem bài Đỗ Viện), sai sứ chiêu dụ. Bọn Dịch soái người các tộc Lý, Lão có năm, sáu ngàn người, chịu sự chỉ huy của Tuần.   
Buổi sáng ngày 25/6 ÂL (tức ngày 31/7 DL), Tuần đến Nam Tân (phía đông Long Biên), mệnh cho ba quân vào thành mới được ăn. Tuệ Độ dốc hết gia tài của tông tộc, sung làm phần thưởng. Em trai Tuệ Độ là Giao Chỉ thái thú Đỗ Tuệ Kỳ, Cửu Chân thái thú Đỗ Chương Dân đều đốc quân thủy bộ; Tuệ Độ tự trèo lên hạm cao, phối hợp chiến đấu. Người Giao Châu đốt tên lửa, đuốc đuôi trĩ, cho quân bộ ở hai bên bờ bắn ra, thuyền của nghĩa quân đều cháy, một lúc thì toàn quân tan vỡ. Tuần trúng tên, tự đâm đầu xuống nước mà chết. Tuệ Độ tìm thây để chém đầu Tuần, lại chém cha Tuần là Hỗ, 2 con của Tuần, thân tín của Tuần là Lục sự tham quân Nguyễn Tĩnh, Trung binh tham quân La Nông Phu và Lý Thoát, cả thảy 7 cái đầu, gởi về kinh sư. Triều đình phong Tuệ Độ làm Long Biên huyện hầu, thực ấp 1000 hộ.   
Lưu Tống Vũ đế lên ngôi (420), Tuệ Độ được tiến hiệu Phụ quốc tướng quân. Trong năm ấy, Tuệ Độ soái văn võ vạn người tấn công Lâm Ấp, giết quá nửa người nước ấy, những gì trước đây bị cướp đi, đều giành về cả. Lâm Ấp cầu hòa, nộp các thứ gia súc, voi lớn, vàng bạc, vải gai, Tuệ Độ mới bỏ qua. Tuệ Độ sai trưởng sử Giang Du dâng biểu báo tiệp.   
Tuệ Độ ăn mặc đơn sơ, tính tiết kiệm, trong sạch, biết gảy đàn, rất thích học thuyết Lão, Trang. Tuệ Độ cấm đoán thờ cúng dâm loạn, khuyến khích học tập, gặp năm mất mùa dân đói thì lấy của nhà ra chẩn cấp. Tuệ Độ thi hành chánh sự chặt chẽ, trị nước cũng như trị nhà, do vậy ân uy đằm thắm, trộm cướp không còn, đến nỗi đêm cửa thành không đóng, ngày trên đường không nhặt của rơi.   
Năm Cảnh Bình đầu tiên (423) thời Lưu Tống Thiếu đế, Tuệ Độ mất, hưởng thọ 50 tuổi, được truy tặng làm Tả tướng quân.  

## Gia đình
- Vợ họ Nguyễn, không rõ tên. [2]
- Con trai là Đỗ Hoằng Văn, Đỗ Hoằng Du. Hoằng Văn được kế tục ông cha, làm Giao Châu thứ sử. [1] [2]